# Jon Beare
Jon Beare (Toronto, 10 maggio 1974 – 5 ottobre 2023) è stato un canottiere canadese, vincitore della medaglia di bronzo nel 4 senza pesi leggeri a Pechino 2008.

## Palmarès
- Olimpiadi

Pechino 2008: bronzo nel 4 senza pesi leggeri.